# Mifflin County
Mifflin County je okres ve státě Pensylvánie, USA. Správním městem okresu je město Lewistown.
Okres byl vytvořen 19. září 1789 z části okresů Cumberland County a Northumberland County a byl pojmenován po prvním guvernérovi Pensylvánie Thomasu Mifflinovi.

## Sídla

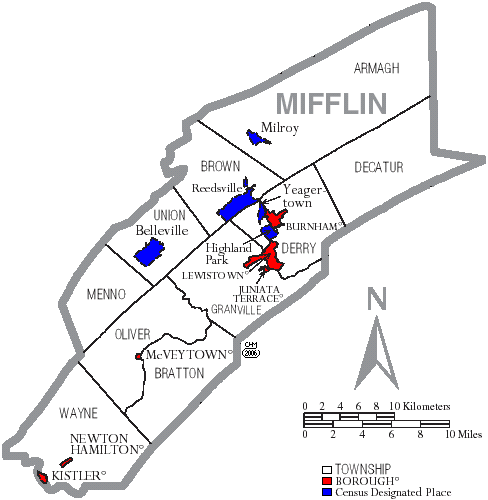
Mapa okresu

### Boroughs
- Burnham
- Juniata Terrace
- Kistler
- Lewistown
- McVeytown
- Newton Hamilton

### Townships
- Armagh Township
- Bratton Township
- Brown Township
- Decatur Township
- Derry Township
- Granville Township
- Menno Township
- Oliver Township
- Union Township
- Wayne Township

### Census-designated places
- Alfarata
- Allensville
- Atkinson Mills
- Barrville
- Belleville
- Cedar Crest
- Church Hill
- Granville
- Highland Park
- Longfellow
- Lumber City
- Maitland
- Mattawana
- Milroy
- Potlicker Flats
- Reedsville
- Siglerville
- Strodes Mills
- Wagner
- Yeagertown

## Sousední okresy
| Růžice kompasu |                   | Centre County  | Union County  | Růžice kompasu |
| Růžice kompasu | Huntingdon County | Sever          | Snyder County | Růžice kompasu |
| Růžice kompasu | Huntingdon County | Mifflin County | Snyder County | Růžice kompasu |
| Růžice kompasu | Huntingdon County | Jih            | Snyder County | Růžice kompasu |
| Růžice kompasu | Juniata County    |                |               | Růžice kompasu |